# Хесед

Кабалистичне древо життя

Хесед (івр. חֶסֶד, романізоване ẖesed, англ. Chesed, євр. "Милосердя") — це слово з івриту, яке зазвичай трактується як любляча доброта, милість або милосердя. Це одна з трьох середніх сфірот, що утворюють духовну сферу Космічного дерева (Древа життя) в кабалістичному вченні. 

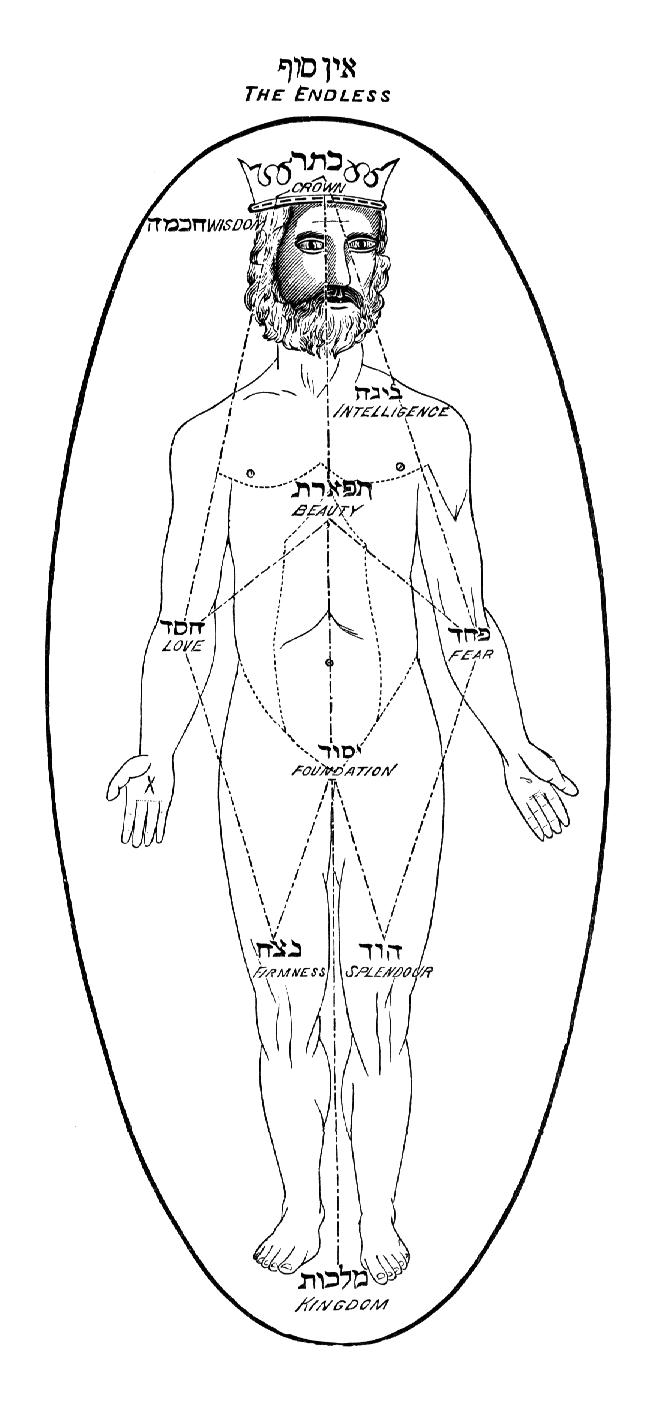
Адам Кадмон (древо Адама)

Ототожнюється з правою рукою Адам Кадмон (древа Адама), відповідає планеті Юпітер. 
В людині ця сефіра проявляється в любові до Вс-вишнього, в доброті до людей. 
Земним втіленням Хеседа вважається патріарх Авраам, який творив багато добра і тим самим удосконалив цю сефіру.
В кабалі ієрархія ангелів, праотців та сфірот утворює Древо Життя, хесед є у наступній ланці: 
Михаїл — Авраам — Хесед (милосердя),

Синоніми: Гедула (івр. גדולה), Хезед.

## У назвах
В Україні та СНГ слово Хесед часто фігурує у назвах благодійних організацій, які опікуються нужденими у громаді, вчать турботі про ближнього, здійснюють волонтерську діяльність: 
- БО "Полтавський єврейський фонд Хесед Нефеш"
- Єврейський Хесед «Бней Азріель» в місті Києві
- Хмельницький благодійний фонд «Хесед Бешт»
- «Харківський єврейський благодійний фонд  Хесед – Шааре Тіква»